# François Brousse
François Brousse, nació el 7 de mayo de 1913 en Perpiñán y murió el 25 de octubre de 1995 en Clamart. Fue un profesor de Filosofía que ejerció principalmente en la región francesa del Languedoc-Rosellón. Es el autor de unas ochenta obras aproximadamente que se empezaron a publicar a partir de 1938: poesías, ensayos (metafísicos, astronómicos, históricos, esotéricos), novelas, teatro y cuentos. Es un precursor de los cafés literarios filosóficos que surgirán un poco en toda Francia a finales del siglo XX.

## Presentación
Es el autor de unos cuarenta libros de poesía en los que encarna el papel del poeta, que  François Brousse describe como el « jardinero de la humanidad» en una emisión radiofónica (1957): « Desde entonces, creo en la misión civilizadora de la humanidad.  La poesía echa en el inconsciente colectivo de la humanidad las semillas de la belleza, de la admiración, del entusiasmo, del amor; y estos granos germinan lentamente; gracias a ellos, vemos crecer el único progreso verdadero, el progreso del alma».
Además de su interés por la escritura, se destaca en Perpiñán por ser el animador de reuniones informales en las plazas públicas, cafés, herboristerías, círculos específicos (Grupo de la Cuarta dimensión-1950, Asociación Francia-India-1953, etc.) y participa en numerosas revistas regionales (Madeloc, Sources Vives, Agni, Conflent, Tramontane, etc).
Su talento de orador, sus conocimientos,  se manifiestan en conferencias a partir de 1951 y de forma regular desde 1963, primero en el pueblo francés de Prades, luego en Perpiñán y después en toda Francia, así como en Ginebra (Suiza,1990) y en Tell el-Amarna (Egipto, 1992).
Los temas de sus conferencias anunciados generalmente en la prensa local responden a la finalidad que él se ha fijado desde 1945: « Una de mis misiones terrestres consistirá no sólo en revelar las claves del esoterismo hugoliano sino también las de los arcanos de San Juan y  las de los secretos de Nostradamus».
Percibido en su ciudad como una personalidad inclasificable y pintoresca, se define como « un hombre tranquilo».
Dice así: « Prefiero meditar que encontrarme con las multitudes. Quiero únicamente ser leído porque tengo un  importante mensaje que comunicar. [...]  Mi misión es la de encender la antorcha radiante de la poesía, de la metafísica y del ideal.»
Los diarios locales  L’Indépendant, Midi Libre, La Dépêche du Midi así como otros periódicos regionales y nacionales le han dedicado unos 250 artículos, mientras que en revistas periódicas hay más de trescientos otros artículos encontrados,  que tienen relación con él de cerca o de lejos.

### «1923 – 1938» La poesía auroriana
FANTAISIES [FANTASIAS] (1923-1928)
Hijo único de una familia catalano-francesa de Perpiñán, François Brousse pasa una juventud como un alumno estudioso con una vida interior sin desvelar. « Dominando ya las subtilidades de la versificación y de la lengua francesa, escribe su primer poema  « Soir» [Tarde]  « a la edad de 10 años quizás». Comienza a redactar igualmente su primera obra Fantaisies   [Fantasías] que ha dedicado a sus « padres queridos» y que habrá acabado a los quince años: ciento cinco poemas, unos tres mil versos, tres noticias en prosa, unos cuarenta dibujos y pinturas, y ya este gusto tan destacado por la literatura y particularmente por la poesía.
CONTES DU PIGEON ET DE LA SOURCE – JASMINE (1927)[CUENTOS DE LA PALOMA Y DEL MANANTIAL – JASMINA]
A los catorce años escribe los Contes du pigeon et de la source  que trata sobre « el amor que acaba con el sacrificio voluntario de sí mismo, es decir con la aceptación del sufrimiento y de la muerte para el ser amado» seguido de una novela de capa y espada, Jasmine, que se desarrolla en la época de Luis XIV y de la Revocación del Edicto de Nantes (1685).
« AURORIENNE OU CHEZ MA FÉE» [AURORIANA O EN CASA DE MI HADA]» (1928)
Hay que tratar sin duda el poema « Auroriana o en casa de mi Hada» (acabado de escribir en abril de 1928) del Libro VIII de Fantasías para llegar a entender lo que F. Brousse concibe como « La poesía auroriana» (Título del Libro VIII). « La « divina Poesía» encarnada bajo la forma de una mujer rubia, muestra al joven poeta, a lo largo de un viaje aéreo, las obras de Ronsard, de La Fontaine, de Víctor Hugo y de Leconte de Lisle».  El poeta pregunta: « ¿ Entre esos cuatro espíritus, a cuál debo imitar?  » La diosa responde: « Juzga por ti mismo»:
« Se necesita para que el arte sea libre
« Todo el infinito de lo alto,
« Que la Eternidad  vibre
« En sus  caprichosos entusiasmos.»
El sentido profundo de este largo poema (916 versos) es que todo muera pero que renazca también: « el animal, los hombres y las plantas» e incluso los soles: ¡ « Sí, el astro inmortal ha muerto ! / Pero el Infinito lo hace revivir».  Es la idea de una creación permanente, de un renacimiento perpetuo en el choque de los mundos en fusión. Al final de su vida, François Brousse en presencia de sus amigos les dirá:
Cuando era niño mi padre me había preguntado:
- ¿ Qué quieres crear?
Yo le había respondido:
- La Poesía Auroriana
Me dijo:
- Es muy ambicioso porque ¿ piensas que la Aurora sólo existe desde tu Poesía?
Y yo le dije que la Aurora se renueva siempre. Me dijo que tenía razón y que él me ayudaría desde el fondo de los abismos cuando él hubiera penetrado en el infinito, en lo absoluto, en lo eterno.
UNE GORGÉE DE POÉSIE  [UN SORBO DE POESIA] (1928)
Entre sus fuentes de inspiración y de admiración, ya desde muy joven, F. Brousse franquea el paso y manifiesta su preferencia por Víctor Hugo. Aparece ya en el prefacio de Un Sorbo de Poesía (escrito entre mayo y agosto de 1928), libro dedicado a Víctor Hugo, donde precisa que toda alma posee un germen de poesía y que « el ser sin poesía es un ser sin alma  [...] incapaz de sentimientos sobrehumanos.»
LA POÉSIE DE VICTOR HUGO (1935?)
Sus anotaciones sobre La Poesía de Víctor Hugo, « un fuerte gigante sobre todo por su dulzura con respecto a los humildes», da testimonio de su alta consciencia poética. Deja airear sus sentimientos en las Odas y Baladas, Los cuatro Vientos del Espíritu, El Papa, La Piedad suprema, Religiones y Religión, El Asno, Toda la Lira, Ultimo Chorro pero confiesa que « los libros más bellos de este genio son Las Contemplaciones, La Leyenda de los Siglos, El fin de Satán y Dios».
Un pensamiento entre sus anotaciones retiene particularmente la atención revelando a la vez el estilo impetuoso y el compromiso precoz del joven François Brousse:
« Cuando la Muerte posó su mano de esqueleto sobre los párpados, el país, agradecido, le hizo unos funerales grandiosos y le
construyó una estatua de bronce y de oro. Pero algunas moscas, envidiosas, llenas de veneno, vinieron a  remolonear alrededor de
la estatua y la acosaron con sus minúsculas picaduras de coloso soñando bajo el luminoso cielo. Un niño pasó.  Era un adolescente
cuya gloria del  Titán, cuyo ancestro, llenaba de gozo y de orgullo. Vio al espantoso enjambre echar sus gritos en torno a la frente potente.  Con un gesto indignado y sereno  expulsó el inmundo torbellino y se arrodilló frente al gran insultado. Yo sería este niño.»
Para él, « un pueblo sin poetas es una tierra sin cielo». « El niño» encarna esta poesía auroriana. El poeta naciente desea aportar una luz nueva al viejo mundo carcamal y rancio. Es lo que repetirá al final de su vida:
« Lo propio de los grandes poetas, es aportar siempre algo  nuevo. Ofreciendo algo nuevo, hace evolucionar a sus lectores, pues
estos lectores están completamente desarmados y por ello intentan encontrar la clave del misterio, el enigma, la gran llave que nos abre todos los paraísos.Y lo consiguen,basta con quererlo. Amar es una palabra compuesta por todas las estrellas.»
LES DIEUX [LOS DIOSES] (1930-1932) – LES COLOSSES [LOS COLOSOS] (1932-1938)
A lo largo de los dos últimos años en el Instituto de Perpiñán  (1930-1932), François Brousse termina una serie de treinta y cinco poemas reagrupados con el título Los Dioses   y comienza una serie de sonetos sobre Los Colosos, presentados así por Jean-Pierre Wenger en su Biografía François Brousse l’Enlumineur des mondes :
« Este libro desarrolla un manantial de inspiración ya iniciado antes: lo toma de las mitologías – la griega principalmente – y de las tradiciones egipcias, la camboyana, la bíblica, la hindú. Estos sonetos bañan sus estrofas en estas esferas inmateriales donde se expresa la epopeya universal vivida por la humanidad. El lector es transportado hacia el dominio de las deas puras que se vuelven tan vivas que olvida el resto.  Inicia en paralelo  Los Colosos, esos grandes civilizadores, Homero, Esquilo, Virgilio, cuyas amplitudes desmesuradas han ejercido una influencia decisiva sobre los pueblos.  Está compuesto por cincuenta y siete sonetos. Ningún conquistador está incluido. Aunque la antigua Grecia tenga preferencia para el autor, no deja de lado la epopeya bíblica con  Isaías, Ezequiel, a los cuales les dedicará después estudios. Sitúa también entre Los Colosos a ciertas glorias latinas como Tácito, Juvenal, Virgilio, ya instalados en el Panteón de la humanidad por Víctor Hugo en  La Préface de Cromwell  [El Prefacio de Cromwell].»
JULIEN [JULIAN] (1935) – GANELON [GANELON] (1935?)
En la Facultad de Letras de Montpellier donde se ha inscrito en el 1932, F. Brousse se lanza a la redacción de dos epopeyas: Julien (750  versos, terminado el 14 de abril de 1935)  diseña algunos acontecimientos de la vida del emperador romano Julianus Flavius Claudius (331-363), todavía conocido con el nombre de Julián el Apóstata; y probablemente Ganelón  (2060 versos) que trata de la legendaria Canción de Rolando y de la traición de Ganelón. Rolando morirá en un destino apoteósico, dando sangre « para salvar al universo» con el fin de mantener encendida la antorcha de la Sabiduría y de la Libertad.
« LA REINE DU LOTUS [LA REINA DEL LOTO]» – « LES RÉVEILS DE LAZARE [LOS DESPERTARES DE LAZARO]» (1936)
« En marzo de 1936 (o noviembre de 1937), François Brousse entra en la Educación Nacional, primero como maestro de Internado, luego como adjunto en la enseñanza y, a partir de 1940, enseñará Filosofía y literatura en la región francesa del Languedoc-Roussillon hasta que se jubile en 1975. Enseñará también cosmografía (1955,1962)».
En marzo de 1936, Hitler rechaza los acuerdos de Locarno y vuelve a ocupar la Renania que se había desmilitarizado. F. Brousse presiente que va a haber muchas revueltas en « La Reina del Loto» que él clasificará como entre los poemas más importantes de su obra:
Una torre se levanta, « Babel, la Tiunfante» con muros potentes cuyos bloques están  « petrificados de huesos.
« Se puede ver allí una de las « Torres Fulminadas», una concreción de siniestros dogmatismos que aplastan las aspiraciones humanas hacia lo ideal. Es el sueño totalitario, la voluntad de potencia que anula el amor.»
« Por otra parte, el 10 de agosto de 1936, François  acaba « Les Réveils de Lazare», un estudio profético basado en los textos de Víctor Hugo (Los Castigos, La Leyenda de los Siglos), que firma « Charles Amazan». Menciona allí la unión de Austria con Alemania, el fin trágico de Mussolini, el desmoronamiento definitivo del nacismo,  la descomposición del imperio colonial anglo-sajón y el carácter democrático de los futuros Estados Unidos de Europa».

### «1938» - Encuentro con Cajzoran Ali
Después de cinco años de estudios en la Facultad de Montpellier en la que estudia la licenciatura de Literatura y Filosofía, empieza a trabajar en la Educación Nacional y en 1938 las circunstancias lo ponen en relación con Cajzoran Ali, una mujer norteamericana de treinta y cinco años, que diez años antes había publicado en Nueva York un libro sobre el Yoga, titulado Divine Posture influence upon endocrine glands [La Postura Divina influencia las glándulas endocrinas].
François Brousse relata en su libro Isis-Uranie  [Isis-Urania] este encuentro insólito en Beziers y Montpellier, el cual marca un giro decisivo en su vida por la importancia de los conocimientos transmitidos, entre los cuales un Upanisad desconocido, el Upanisad de la montaña Azul, un vasto fresco que sitúa a la humanidad actual – la Quinta Raza – a un nivel evolutivo que supera los milenios pasados y futuros.
Otra revelación de la yogui al joven poeta, los Tarots de la India y de Egipto, un conjunto de veinticuatro figuras o arquetipos, que representan a la vez veinticuatro ciclos principales, veinticuatro  planetas, veinticuatro religiones, veinticuatro  filosofías, veinticuatro métodos, veinticuatro maestros eternos de la historia del mundo.
« La inspiración poética, los sueños, la locura y también la fantasía, el folclore, la mitología, la religión son, en cierto modo, los reflejos de los arquetipos universales que encontramos a través de todos los pueblos y que parece que han surgido milagrosamente en una especie de armonía,  de concordancia y de paralelismo perfectos  [...].»

### «1938» -El Poema de la Tierra
Le Poème de la Terre (35 sonetos dedicados a la Tierra viva) es la primera obra publicada por François Brousse. La brillante profundización del poeta inspirado en la literatura del siglo XX, retranscribe con una fuerza épica ancestral digna de un Homero, las etapas caóticas de la Génesis del Universo, las del nacimiento de la Tierra hasta su terrible descomposición. Marca con una fuerza inquebrantable las posiciones que defenderá durante toda su vida, sobre la finalidad última de esta creación, con sus sonetos como « Las reencarnaciones», « Los  genios», « La idea de Dios».
El autor comenta él mismo « Las reencarnaciones»: « Un tal soneto encierra las doctrinas descubiertas por los sabios de todas las religiones, la esencia pura de la verdad: la transmigración de las almas, la ley del karma que doblega al universo, y por fin el progreso infinito de la personalidad indestructible en la vida sin límites.»
¿Qué más hay que decir sobre El Poema de la Tierra? Oigo la voz sonora de Antoine Orliac que ayer, dirigiéndose a mí, y posando una mano sobre el hombro de François Brousse: -¡Por fin, he aquí un verdadero poeta ! (JANICOT Albert, Revista Madeloc, Perpiñán, Nº 37, octubre de 1955)

### «1939 – 1949» - Estudios históricos
En mayo de 1939, apoyándose en textos de Víctor Hugo, publica en la revista Astrosophie el artículo « Las Torres Fulminadas» donde anuncia la caída de las dictaduras fascistas,  cuatro meses antes de que Francia e Inglaterra entren en guerra contra Hitler.
En 1947-1948, la aparición en las revistas Destins (París) con una serie de artículos titulados « Le secret des tombes royales» [El secreto de las tumbas reales]   que tiene relación con la historia de Francia, revela los ciclos de 1000 y de 300 años cuyas resonancias en Francia, en Europa y en el mundo afectan a la segunda mitad del siglo XX y principios del siglo XXI,  con un periodo crítico entre los alrededores del 2015 [± 4 ans].
En 1949, termina otro estudio histórico: La Prophétie des papes, miroir du monde [La Profecía de los papas, espejo del mundo].

### «1942» -Lamennais y el Cristianismo universal
Lamennais y el Cristianismo universal (Ed. Le Scorpion, Paris, 1963). Este ensayo filosófico es una memoria de François BROUSSE sobre el tema Raison individuelle et Raison générale chez Lamennais [Razón individual y Razón general en Lamennais]. En mayo de 1942,  termina con éxito sus estudios empezados hace varios años en Montpellier con la obtención del Diploma de Estudios Superiores de Filosofía y Letras.
Brousse expresa felizmente las grandezas y las debilidades, la dualidad en la vida y en el pensamiento de este genio tan curioso;  tiene mérito pues restituye, con un estilo claro y con una gran belleza, el sentido y el valor de un ideal que entusiasma al genio. Y su libro,  hay que leerlo y releerlo, porque arde de pasiones y abunda en ideas, porque también su poesía canta, llevando nuestro espíritu tan por encima de sus límites habituales que la evidencia está allí: hay más de un libro, más de un autor, más que un estudio;  estamos en el centro del gran misterio de las cosas, en el infinito del pensamiento frente a los orígenes y los fines últimos, frente al portal resplandeciente de los soles que ocultan la verdad eterna.

### «1952» - Poesía de la Cuarta Dimensión
El 17 de julio de 1952 en el periódico Sud-Ouest (Burdeos), aparece un artículo de R. Cahisa titulado « Sustituyendo el inconsciente surrealista por el supraconsciente, François Brousse, filósofo y cuentista, funda el grupo de la Cuarte Dimensión». Se califica a François Brousse como a una personalidad « afinada, delgado, con gruesas gafas; un vegetariano agradable, optimista, que cree en la medicina homeopática, en el más allá, en la metempsicosis, que admira la filosofía hindú y a Gandhi –el que se dejó morir de hambre -, se puede decir que está en la Luna, incluso en los planetas transplutonianos».
Sus posiciones con respecto al surrealismo y a la ciencia están detalladas:
« [...] Einstein ha hecho del tiempo la Cuarta Dimensión del espacio: Error dice Brousse.  Más allá del tiempo y del espacio, más allá del mundo material brilla la Cuarta Dimensión que es un supramundo.  Es preciso, para alcanzar este supramundo, una verdadera disciplina interior: rechazar todo pensamiento de odio, cultivar el entusiasmo y el sentido estético, la búsqueda en los sueños, el pensamiento metafísico».
Esta poesía nueva saca su inspiración, no del realismo mórbido y devastador del siglo XX, sino de las fuentes puras y sólidas de la imaginación de las cuales beben ciertos poetas sobre las altas cimas de los volcanes, de las alas del sueño y de la clarividencia, de la mirada lúcida y metafísica de la supraconsciencia.
« Rechazando las drogas con su locura, su desesperanza y su  degradación, Brousse como literato arrebata esta famosa Cuarta Dimensión a la única investigación de los expertos científicos para hacerla accesible a todos,  colocándola en el campo de la inspiración.»
Tres claves son necesarias para abrir las puertas del santuario de este supermundo que llevan a la Cuarta dimensión: la purificación, la meditación y la contemplación.
- Purificación del cuerpo, del alma y del espíritu, principalmente por el vegetarianismo, la no violencia y la práctica de la bendición búdica que consiste en desear que todos los seres sean felices en todas las direcciones del espacio, al norte, al sur, al este, al oeste, en el nadir y en el cénit y en nuestro ser primordial. « Es importante llegar a ser totalmente vegetariano. Si no se consigue, no se podrá  conocer la Verdad absoluta. Es una verdad absoluta la que os expreso aquí…», esta es la postura de François Brousse.
- Meditación de los grandes textos, patrimonio de la humanidad.
- Contemplación de las obras maestras artísticas, Rembrandt, Miguel Ángel, Mózart, Víctor Hugo, etc. Inmersión en la Belleza universal, evasión espiritual.
Lo que sigue del artículo trata principalmente del alma: « El hombre vuelve a reencarnarse en un planeta hasta el momento en el que ha adquirido la Sabiduría suprema. Entonces,  supera la rueda de las reencarnaciones y entra en el gozo eterno. [...] Es el destino de todas las almas después de un mayor o menor número de transformaciones».
Dota a este Grupo, de un Manifiesto de la Cuarta Dimensión  en el cual se inspiran muchos poemas editados entre 1950 y 1970, entre los cuales se encuentra  Les Pèlerins de la Nuit [Los Peregrinos de la Noche] el cual obtiene en 1954 el Gran Premio de Honor en los Juegos Florales de Genêt d’ Or en Perpiñán.

### «1966 – 1989» - El dios de los filósofos
En sus libros como en sus propósitos, la metafísica de F. Brousse es como una prolongación del deísmo filosófico defendido por Voltaire, el cual precisa:
« El universo me inquieta, pensar no puedo
Que este reloj exista y que no haya relojero».
Admite la existencia de un Principio consciente, infinito, eterno, absoluto fuente del Ser y de la Valía que « a falta de un nombre más grande se llame Dios».  Clarifica el recorrido humano con la afirmación de la existencia de un alma inmortal que se encarna de cuerpo en cuerpo bajo la ley soberana del karma hasta que ésta se identifique completamente con el cosmos en búsqueda de la sabiduría, el Amor, la Potencia, el Gozo, la Belleza.
Siguiendo la línea de los grandes pensadores de la humanidad, Platón, Orfeo, Pitágoras, Hermes, Jamblique, François Brousse afirma la existencia de la metempsicosis, necesaria para este largo peregrinaje nocturno hacia las alturas resplandecientes de lo inmarchitable, y la posibilidad para el hombre de volver a caer en el abismo animal, incluso todavía más bajo, en la piedra expiatoria. Es el destino desgraciado de los dictadores, los tiranos, descrita de manera sorprendente por Víctor Hugo en el poema « Lo que dice la boca de la sombra» en Las Contemplaciones. Trabajo prometéico de una sucesión innumerable de vidas, de muertes, de caídas, de renacimientos y de ascensiones, pero cuya salida será indefectiblemente el triunfo del espíritu.
« Florecer,  volver a florecer, marchitarse
Es el destino de los hijos de Eva.
Su multitud pasa como el que sueña
Es la chispa  de los zafiros  brillantes».
Es la idea de que no existe el infierno eterno – invención de las religiones -, que todos son llamados y que todos son elegidos, que todos los seres serán salvados.  ¿ En nombre de qué Dios cruel, tendría el ser humano que pagar un castigo eterno por una falta efímera?  El Dios de François Brousse no es el Dios de las religiones sino el de los filósofos, el de la razón y el de la sabiduría. Vuelve a afirmar de este modo la gran idea de la Justicia, la del Karma defendida por los hindúes y los filósofos griegos de la Antigüedad, con la posibilidad en cada momento de transformar esto. El Dios de los filósofos es un Dios impecablemente justo, « Pero el zafiro más hermoso de la riqueza inmensa / Es tener el infinito llamado Clemencia.»
Según Brousse hay tres fuerzas que gobiernan el universo: la Libertad, la Fatalidad, la Providencia.  El hombre recoge lo que siembra. Le toca pues a él seguir los senderos de la gracia usando inteligentemente su libre arbitrio.  « La Providencia es la sonrisa de Dios cuando mira al género humano, y le muestra los caminos de la vida».
Para François Brousse,  no es pues el sufrimiento la ley del mundo, sino la purificación -  ¡ por desgracia ! a veces necesaria: « El dolor nos enseña, el pensamiento nos transforma.» Con el fin de ayudar en esta lenta peregrinación de las almas hacia la Felicidad, los Magos hacen surcos en la historia de los pueblos y componen lo que F. Brousse llama El Aggartha.
« Para conducir hacia el portal del mundo inefable
A los peregrinos humanos que caminan a paso  calmoso,
Los arcángeles despliegan su ímpetu grandioso,
Llevando a las naciones en su ala adorable».
Al final de un análisis riguroso iniciado ya en su juventud, su pensamiento pone en evidencia las ilusiones del tiempo, del espacio y de la causalidad, gestión sintetizada en « La ilusión de la ilusión».  Su óptica idealista coincide con la de Berkeley el cual no veía ninguna realidad en la materia tangible, sensible, constatación hecha igualmente por    François Brousse para quien esta última no es más que una apariencia sin substrato: sólo el espíritu le da una.

### «1989-1995» - El poeta de lo transfinito
A partir de los años 1985-1990,  un nuevo estilo de poesía se anuncia, la del « Transfinito», término ya utilizado por el matemático alemán Georg Cantor  (1845-1918). Para el poeta, « el transfinito es la unión de lo finito y de lo infinito en una síntesis transcendente: su dominio es el de la Iluminación.  La poesía es un camino, una ascensión hacia la metamorfosis ideal que cogen los peregrinos de la noche, una verdadera vía iniciática, que cambia al hombre apasionado por la belleza, con una exaltación transcendente.
« Subo entre las estrellas
El huracán  sopla entre mis telas
Me gustan los destinos ineludibles»
Este periodo manifiesta una fecundidad excepcional de inspiración poética que conjuga desde la expresión etérea y depurada hasta la transparencia, y la lucidez simbólica de los dominios donde se anima la experiencia humana.
La creatividad poética aumenta vertiginosamente y con razón, con la escritura de dos a tres poemas cada día de media y llenando para algunos más de cuatrocientas páginas escritas en un trimestre: La Rosée des constellations [El Rocío de las Constelaciones] (1991), Les Transfigurations [Las Transfiguraciones] (1992), Le Baiser de l’archange [El Beso del Arcángel] (1993), Le Frisson de l’aurore [El Temblor de la aurora] (1993), Les Miroitements de l’Infini [Los Reflejos del Infinito] (1994), L’Homme aux semelles de tempête [El Hombre con suelas de tempestad] (1995), Rencontre avec l’Être [El Encuentro con el Ser](1995); y publicaciones post mortem con La Roseraie des fauvettes [La Rosaleda de las Currucas](1997), L’idéale Métamorphose [La Metamórfosis Ideal](1998), Le Sourire de l’Astre [La Sonrisa del Astro] (1998), Le Refrain de l’Absolu [El Refrán de lo Absoluto] (2000).
En Le Pas des Songes [El Paso de los Sueños] (2001) se recogen los últimos y unos doscientos poemas de F. Brousse entre una creación de más de cinco mil desde los 10 hasta los 83 años.
PALOMAS
« Palomas, ¡ Oh blancas palomas !,
Que revoloteáis sobre las fosas,
A los huecos de las losas venid a libar
Una luz sideral.
Los muertos no están en la oscuridad,
Suben hacia el cielo estelar
Y van, de despertar en despertar,
Hasta la insondable  estrella solar.
Miran como el mundo se va
Como las espumas de las olas del mar
Saborean, amantes bendecidos,
Los abrazos del transfinito.»
Uno de los últimos poemas de su vida expresa su enorme preocupación por el futuro de la humanidad y su extrema lucidez matizada de la última esperanza que enlaza todas las posibilidades:
« Quedan muy pocos años
Para renovar a los humanos
Aunque esta ilustre misión
Enlaza toda solución.»
(24 de septiembre de 1995)

## Acontecimientos y actividades públicas de François Brousse o sobre él

### «1951-1995» - Actividad conferenciante de François Brousse
La actividad de conferenciante de F. Brousse comienza en otoño de 1951 (Revista Madeloc, Perpiñán, N°14, nov. 1951) con el tema de la astronomía. Toma una mayor amplitud en un encuentro en Prades (1961-1965) al empezar un ciclo sobre el tema del Apocalipsis (1961-1981), tema sobre el cual se había propuesto aportar nuevos conocimientos desde 1945 ((L’Avenir des peuples [El Futuro de los Pueblos]). Ello dio lugar a la edición de Commentaires sur l’Apocalypse de saint Jean [Comentarios sobre el Apocalipsis de San Juan], t. 1 (éd. La Licorne Ailée, Clamart, 2001).
A partir de 1975,  dedica varias conferencias (1976-1978, Prades, Perpiñán) a su encuentro con los seres que han marcado su trayectoria: Zorah – ou Cajzoran Ali – (1938), el conde de Saint-Germain (1966), Apolonio de Tiana (1927). Su propósito es estudiar otras figuras históricas que él clasifica entre los profetas de la humanidad como Rama, Jesús, Plotino, Ulrich de Mayence, etc.
El profetismo -  fenómeno que le fascina desde 1934 con el descubrimiento de Nostradamus –  es abordado bajo un ángulo amplio y haciendo intervenir las ideas arquetipales de los « Tarots» (1972), la Gran Pirámide (1977), los libros como Asia Mysteriosa [Asia Misteriosa] (1976), las tradiciones como los profetas del Rey del Mundo (1978), las sociedades secretas como la Orden Polar(1976), los  Esenios (1977).
En 1979 y 1980, F. Brousse comenta abundantemente los propósitos de Philippe de Lyon (L’Évangile de Philippe de Lyon [El Evangelio de Felipe de Lyon], éd. La Licorne Ailée, 1994), Nostradamus, y las grandes profecías (tres conferencias sobre La Profecía de los Papas, el Padre Pío, etc.) y en junio de 1979,  da su primera conferencia en París sobre « La comunicación de los sentidos y del espíritu».
A partir de 1980,  publica y habla sobre sus viajes al Wesak que realiza cada año durante el mes de mayo. De 1982 a 1984, los Proverbios de Salomón retienen toda su atención (más de dieciocho conferencias dadas en Prades) frente a un auditorio cautivado por su sutileza psicológica; va regularmente a París, y también es solicitado para dar conferencias en Nîmes, Agde, Toulouse, Poitiers, Montpellier, Estrasburgo, etc.
Sus conferencias (1984-1990) abordan la « astrosofía» (la sabiduría de los astros), término utilizado antes por F. Root-Wheler (1929) el cual François Brousse amplía añadiendo la importancia de los ciclos, de las eras cósmicas recorridas por las almas (L’Astrosophie ou la science divine des étoiles [La Astrosofía o la ciencia divina de las estrellas], éd. Dervy Livres, París, 1989).
En 1985,  su tema preferido es la Iniciación y también – el centenario obliga – Víctor Hugo; en 1986-1987, es el del cometa de Halley,   Egipto (cuatro conferencias), la Cuarta Dimensión, la era de Acuario pero también da siete conferencias sobre las religiones. F. Brousse dedica igualmente numerosas charlas a los grandes iniciados de Occidente (1986-1989): Pitágoras, Platón, Rosa Cruz, Paracelso, Víctor Hugo, etc.,  reservando un lugar y un tiempo especial a Akenatón desde 1976 ( siete conferencias por lo menos).
Después de su última conferencia en Perpiñán, en octubre de 1990,  reserva sus charlas al público parisino hasta su última aparición, « El Manifiesto de la Cuarta Dimensión» en junio de 1995.
Entre sus numerosas charlas, discursos y conferencias, hay unos 430 títulos.

### «1952-1963» - François Brousse y Francia-India
LA REVISTA FRANCIA-INDIA
La revista Francia-India  es publicada a partir de febrero de 1951 por la asociación que tiene el mismo nombre, ella misma creada en 1948 en Pierrefitte (región parisina) y presidida por Gopaljee Samboo. Esta revista aparece desde febrero de 1951 (N°1) hasta 1975 (N°100), trimestral o bimestral, y está apadrinada por un Comité de Honor compuesto, entre otros, por J.-P. Sartre, de Sanghor, et de G. Duhamel (1954).
El orientalista Jean Herbert ha escrito allí varios artículos dedicados a la espiritualidad hindú. En Francia-India  aparecen una decena de poemas, otros tantos artículos y una quincena de presentaciones de obras de François Brousse.
LE COMITE FRANCIA-INDIA DE PERPIÑÁN
«  La asociación Francia-India tiene como finalidad el desarrollo de las relaciones culturales entre las dos grandes naciones, y la bonita provincia del Rosellón va a ser una de las primeras en participar en  la  nueva expansión del indianismo.
Efectivamente, en junio de 1952, F. Brousse y C. Van Dyck crean en Perpiñán un Comité Francia-India que se unirá a la asociación nacional Francia-India. Desde 1953 hasta 1963,  serán organizadas nueve conferencias públicas junto con conferenciantes  como Lanza de Vasto (16  de noviembre de 1955) – seguidores de Gandhi et de Vinoba – o el hatha-yogui francés catalán de Banyuls, Lucien Ferrer.
El Comité Francia-India de Perpiñán publica el primer número del boletín Agni en 1953 (Revista Agni, Perpiñán, N°1-24, 1953-1960).
« Este boletín en el que firman Charles Amazan, Georges Zaclaz y Suryananda – todos seudónimos de F.Brousse –,  propone poesías de textos metafísicos, presentaciones sobre los grandes seres, Jesús, Rama, Hugo, Pitágoras, Ganesha, Tales de Mileto.  Se encuentran allí artículos, algunos de los cuales aparecen en los periódicos « L’Indépendant» ou « Midi Libre»,  informaciones o reseñas de conferencias públicas organizadas por Francia-India de Perpiñán. Esta revista, generalmente trimestral, tendrá mucha importancia y se desarrollará durante siete años, hasta el número veinticuatro».

### «1954» -François Brousse el poeta con cien caras
En 1954,  con el título François Brousse le poète aux cent visages [François Brousse el poeta con cien caras] (ed. Labau, Perpiñán), René Espeut, para quien « la poesía  brusiana  brilla constantemente entre los vapores de las llamas de un esoterismo transcendido» publica el primer estudio dedicado a la obra poética de este último.
« Una brillante charla emitida en la radio, titulada François Brousse, l'Alchimiste du Rêve [François
Brousse, el Alquimista del Sueño], dedicada al último libro del poeta, acompaña el estudio que exalta la obra completa.» (J. D., Revista Tramontane, Perpiñán, N°370, julio-agosto 1954)

### «1960» - Homenaje F. Brousse
El 25 de octubre de 1960, Claude Van Dyck honra al poeta de Perpiñán en la Maison du Prisonnier [Casa del Prisionero] con una conferencia « Bajo la influencia de la Poesía, de la Ciencia y de la Filosofía, François Brousse, astrónomo, poeta y metafísico».   La tercera parte de esta conferencia de C. Van Dyck será publicada en la revista Sources Vives [Manantiales Vivos] (Perpiñán, N°18, invierno del 1961).
Claude Van Dyck, amigo de François Brousse desde 1951, dará cuatro otras conferencias similaires en honor à François Brousse. La última tendrá lugar en París el 25 de mayo de 1982 y tendrá el título « El genio de François Brousse, con el triple signo de la Astronomía, de la Poesía, de la Filosofía» de Arthur Conte (que fue diputado en los Pirineos Orientales)  el cual se ocupará de la introducción y de la clausura de esta conferencia. El historiador y novelista A. Conte atribuye à François Brousse, a quien él ve como un « apasionado de los grandes misterios del pensamiento, de la inspiración, de la iluminación y del universo»,   la  calificación de « pluma de oro».

### «Mayo de 1968» - El despertar del individualismo
En mayo de 1968, el profesor de filosofía François Brousse firma un artículo impactante, aparecido en el periódico L’Indépendant (Perpiñán) el 1 de junio de 1968, « El Despertar del Individualismo»  en el que rechaza a todos los ídolos y defiende fuertemente el derecho y el deber del individuo de ser libre y feliz:
«  Este terremoto se explica con el despertar del gigante enterrado: el individualismo.  Durante medio siglo, se han oído retumbar los credos totalitarios que convierten la obediencia en la virtud suprema de los Estados.  Inclina la cabeza, esclavo, y serás feliz. ¡ Come tu pitanza, sigue las órdenes del gobierno, adora a los ídolos, olvida tu dignidad de hombre libre !.  La juventud ha respondido « No» a este realimo envilecedor. […].
¡ El respeto del individuo concreto debe reemplazar a la adoración de los ídolos abstractos, capitalismo, marxismo, religión, Diablo o Dios, a todos los ansiosos de masacres ! Evidentemente, la libertad así concebida se convierte en el eje irrompible de la evolución. Un gran viento purificador se llevará a las feudalidades económicas o profesionales. Pienso principalmente en la Orden Nacional de los Médicos, residuo de la ocupación nazi, orden cuya dictadura se extiende a todos los facultativos, les impide curar libremente a sus enfermos, y pone freno al desarrollo de las investigaciones independientes. [...] Ni la ciencia, ni el realismo son suficientes para hacer felices a los pueblos. Buscando el bienestar, ha faltado la dicha y se ha perdido la libertad».
La reacción de la Orden de los Médicos no se hace esperar, con Georges Baillat, Presidente del Consejo departamental de la Orden de los Médicos, el cual publica su respuesta en el periódico  L’Indépendant (Perpiñán) del 6 de junio de 1968.

### «1981-1989» - François Brousse en las ondas radiofónicas
El nombre de François Brousse se oye por primera vez en la radio el 19 de mayo de 1953 cuando René Espeut da una conferencia radiofónica, « François Brousse el alquimista del  sueño», en las antenas de la Radiodifusión Nacional, apoyándose principalmente en el libro de F. Brousse Les Pèlerins de la nuit [Los Peregrinos de la Noche] (Espeut René, François Brousse le poète aux cent visages, Ed. Labau, Perpiñán, 1954).
A principios de enero de 1979, F. Brousse participa en la emisión difundida cotidianamente por Francia-Inter « Todo acaba siendo verdad, una emisión fuera de lo común», animada par Henri Gougaud y Jacques Pradel (Periódico L’Indépendant, Perpiñán, 8 de enero de 1979).
A partir de 1983, F. Brousse se expresa más frecuentemente en entrevistas radiofónicas, principalmente en las ondas locales como « Radio Force 7» y « Radio Cap de la Hève» (Le Havre, 1983), « Radio Midi Soleil» (Perpiñán, 1983), luego « Radio Évasion» (París, 1985) y « Radio Bonheur» (París, 1986) en el Salón de las Medecinas Alternativas donde se anticipa diciendo que  « el mejor remedio para todos los males, es la poesía.»
En 1987, en relación con Martine Roussard que dirige la emisión semanal « Consejos en numerología», « Radio Bonheur» acoge a F. Brousse,  primero para una entrevista en enero,  luego en el mes de junio para responder a las preguntas de los oyentes en el marco de una emisión sobre « El misticismo en las Antillas».
Igualmente, F. Brousse aparece en septiembre de 1988 en la Radio « Aquí y Ahora» (93,6 MHz)  para entrevistas en directo que abordan temas como la religión, la libertad, la inmortalidad del alma, mientras que en diciembre de 1989 la emisión « Ciencia y consciencia» lo busca para hablar sobre las filósofías de Pitágoras, Platón,  Plotino, etc. Al final, último destello, la poesía de François Brousse será presentada en esta radio, desde marzo de 1990 hasta noviembre de 1990, con « Chants dans l’azur» [Cantos en el cielo],  a razón de veinte minutos cada mes.

### «1981-1995» - La prensa de Perpiñán (1981-1995)
Profundas investigaciones efectuadas por Jean Pierre Wenger en bibliotecas (La Biblioteca Nacional de París, la Biblioteca municipal de Perpiñán, los Archivos departamentales de la región francesa de los Pirineos Orientales, los Archivos nacionales, etc.), han permitido sacar del olvido la contribución de un autor como François Brousse al panorama literario del siglo XX:
36 revistas han puesto en evidencia alrededor de 320 artículos que lo relacionan de cerca o de lejos, mientras que 14 periódicos han revelado unos 240 artículos sobre el tema. A ello hay que añadir las ochenta obras del autor publicadas hasta hoy, así como una gran cantidad aún de manuscritos inéditos, sin contar las 400 conferencias dadas en toda Francia a lo largo de su vida, y numerosas otras grabaciones... Todo esto da la talla de la dimensión prolífica de esta personalidad inagotable.
Prueba de ello es que en 1986, la prensa de Perpiñán se interesa especialmente por François Brousse dedicándole no menos de cuatro artículos relacionados con títulos evocadores:
o « François Brousse, un sabio de buena compañía» (Jacques Queralt, L’Indépendant, Perpiñán, 19 de agosto de 1986),
o « La estrella fugaz del esoterismo» (Autor no mencionado, Midi Libre, Perpiñán, 31 de octubre de 1986),
o « François Brousse  el anarquista-idealista» (Midi Libre, Perpiñán, 9 de noviembre de 1986),
o « François Brousse, filósofo y visionario» (Midi Libre, Perpiñán, 25 de diciembre de 1986).
« ¿ Hay que seguir presentando a François Brousse? […]  Dotado de una gran memoria y cultura, François Brousse se desmarca además de la videncia tradicional por esta diferencia fundamental diría alguien: no a los gabinetes de consulta, no a las especulaciones sobre el futuro. François Brousse actúa como los filósofos griegos de otros siglos.  Siempre rodeado por un séquito de seguidores, predica, recomienda, expone y responde a las preguntas. Cafés, salones de té, salas de recepción de los más grandes hoteles de Perpiñán figuran entre esos lugares de encuentro privilegiados.  Pero su cita segura y constante ha sido bautizada con el nombre de « le Cénacle [el Cenáculo]» y se encuentra en la planta baja del nº 8,  rue de la Lanterne, en Perpiñán. Allí son descifradas las parábolas de la Biblia o las obras de V. Hugo considerado por el Maestro como el mayor visionario de la época moderna» (Periódico Midi Libre, Perpiñán, 25 de diciembre de 1986)
Otros artículos han sido encontrados y presentados en la Exposición François Brousse, la prensa y su obra en la Mediateca de Perpiñán (dic. 2006- enero de 2007) entre los cuales:
o « El filósofo en la terraza» (Periódico L’Indépendant, Perpiñán, 26-08-1981),
o « François Brousse un filósofo prolífico» (Periódico L’Indépendant, Perpiñán, 22-04-1992),
o « La Filosofía en la calle» (Periódico L’Indépendant, Perpiñán, 07-11-1990),
o « François Brousse ha muerto» (Periódico L’Indépendant, Perpiñán, 02-11-1995).
¿ Cómo una personalidad tan incontestable como François Brousse en Perpiñán, ha podido pasar a través de las redes de la prensa nacional en el momento de la mundialización mediática?  La película documental François Brousse un sage en bonne compagnie  intenta aportar elementos de respuesta a esta situación. Lejos de buscar la popularidad, la fama o los compromisos, no ha cesado de afirmar en su entorno que su único deseo era ser leído. Después de todo ¿ creía en « La fuerza del libro»? Desinteresado, François Brousse dedica su obra al Ideal y a la Vida universal: « los últimos años de su vida  trabaja con la finalidad de despertar las conciencias individuales».

### «1982-2005» - «Homenaje al poeta del Rosellón F. Brousse»
« El 12 de enero de 1982, a las 21 horas, el Teatro Municipal de Perpiñán propone un espectáculo realizado a partir de  la obra poética  brusiana, « alimentada del secreto de las esferas y de los misterios del ser»». Once alumnos comediantes van a actuar durante cuatro meses dirigidos por Josy Llop del Conservatorio de Arte dramático de Perpiñán. « El acontecimiento no pasó desapercibido, pues hubo seis artículos en L’Indépendant y tres en el Midi Libre ». «  La ciudad de Perpiñán ha sabido honrar a su poeta y a un pensador..»
Durante la Conmemoración en honor a los diez años de la muerte del poeta del Rosellón, el 25 de octubre de 2005 (En el Centro Español, Perpiñán, 21 H), Josy Llop prepara un nuevo espectáculo « El Libro de los Secretos» con ocho alumnos del CNR (Conservatorio Nacional de la Región) de Perpiñán, los cuales interpretan brillantemente los poemas y los pensamientos de François Brousse, accompañados por la suave y apacigüadora guitarra de Francisco Ortiz.

### «1982-2009» - La poesía de François Brousse puesta en escena
Conservatorio Nacional de la Región de Perpiñán
o Montage poétique [Montaje poético](1982): 1 representación (Perpiñán) – Puesta en escena por Josy Llop-Borrelli
o Le Livre des secrets [El Libro de los secretos](2005-2006): 2 representaciones (Perpiñán) -  Puesta en escena por Josy Llop-Borrelli
Producciones de la editorial La Licorne Ailée (92 140, Clamart)
o Histoire d’une âme [Historia de un alma] (1985-1988): 7 representaciones (París, Boulogne-sur-Mer, Perpiñán)
o Le Chant intérieur [El Canto interior](1987): 1 representación (París)
o Devant l’Éternité du Nil [Frente a la Eternidad del Nilo](1988-1998): 7 representaciones (París, Minieh-Égypte, Druyes-sur-Yonne, Montpellier)
o Les Maîtres de l’âme [Los Maestros del alma](1989): 1 representación (París)
o Rama aux yeux de lotus bleu [Rama con los ojos de loto azul] (1993-1996): 4 representaciones (París & Región parisina)
o Mahatma Gandhi (2008-2009): 2 representaciones (Perpiñán, Castelnau-le-Lez) – Puesta en escena por Jean-Jacques Charrière
Producción La Compañía Artística Sol (38 000, Grenoble)
o Coeur d’une âme [Corazón de un alma](1988): 1 representación (Perpiñán)
o Voyage à travers le temps et les arts [Viaje a través de los tiempos y de las artes] (1988): 2 representaciones (Grenoble)
o Poèmes et danses sacrés du ciel et de la Terre [Poemas y danzas sagradas del cielo y de la Tierra] (1990): 1 representación (Perpiñán)
o Akh-en-Aton, pharaon Soleil [Akenatón, faraón Sol] (1991-1994): 4 representaciones (Grenoble, Montpellier)
Production La Compagnie de l’Étoile (75 014, París)
o La Vénus de Milo [La Venus de Milo](1997-2005): 17 representaciones (París, Villefranche-sur-Saône, Montpellier, Avignon-Festival-OFF-1997) (Festival OFF 1997)] – Puesta en escena por Jean-Jacques Charrière
o Le Poème de la Terre [El Poema de la Tierra] (1999-2000): 14 representaciones (París, Montpellier, Avignon-Festival-OFF-1999) (Festival OFF 1999)] – Puesta en escena por Jean-Jacques Charrière
o Les Pages de l’amour [Las Páginas del amor] (1999-2000): 4 representaciones (París, Montpellier, Lyon) – Puesta en escena por Zahia Lebtahi
o Regard d’ange [Mirada del ángel] (2000-2001): 11 representaciones (París) – Puesta en escena por Thierry Devaye
o Le Chant cosmique de Merlin [El Canto cósmico de Merlín] (2005): 1 representación (París)
o La Mésaventure de Méphistophélès [En contratiempo de Mefistófeles] (2006-2007): 21 representaciones (Perpiñán, París) – Puesta en escena por Jean-Jacques Charrière
o Gandhi, l’astre des sages [Gandhi, el astro de los sabios] (2007-2008): 19 representaciones [(París, Avignon-Festival-OFF-2008) – Puesta en escena por Élisabeth Martin-Chabot

### «Octubre de 2005» - Conmemoración
La Compañía de l’ Etoile ha organizado en el Centro Español de Perpiñán una Conmemoración (25 y 26 de oct. de 2005) en torno al pensamiento de François Brousse, celebrando el décimo aniversario de su muerte  (25 de octubre de 1995). Este acontecimiento realzado por la prensa de Perpiñán, ha recordado al pensador del Rosellón con la realización de un documental François Brousse évoqué par ses amis [François Brousse evocado por sus amigos], una Exposición François Brousse, su obra y la prensa, numerosas conferencias, charlas, improvisaciones poéticas y la aparición de la biografía   François Brousse l'Enlumineur des Mondes [François Brousse el Iluminador de los Mundos].

### «2006» - François Brousse en la Mediateca de Perpiñán
François Brousse, su obra y la prensa (Producción La Compañía de l’ Etoile  (diciembre de 2006 – enero de 2007) es la exposición que ha tenido lugar en la Mediateca de Perpiñán sobre esta figura incontestable del país, uno entre “los 500 que han hecho el Rosellón” según el periódico La Semaine du Roussillon (Nº500, noviembre de 2005).

## Aspectos innovadores del pensamiento de François Brousse

### Estudios astronómicos
En 1940, en La Cosmogonie des Pa Koua, Liou Tse Houa anticipa la existencia de un planeta  « Proserpine» à 10 miles de millones de kilómetres del Sol, más allá de Plutón. En mayo de 1948 François Brousse firma en la revista Destins (París, N°27) el artículo « Plutón y los planetas transplutonianos» en el cual postula la existencia de cuatro planetas transplutonianos, este mismo Proserpine, Minerve, Junon, Vesta. Esta hipótesis está basada en la ley de Camille Flammarion: « Todos los cometas periódicos tienen su afelio vecino de la órbita de un  planeta». (Flammarion C., Astronomie Populaire, Libro IV, Cap. IX).
Los descubrimientos astronómicos ulteriores darán parcialmente razón a estos dos investigadores puesto que un cuerpo celeste catalogado con el nombre de   « 2003 UB 313» o « Xena», es descubierto en el 2005 por un Americano, Michael Brown, en clichés con fecha del 2003 (Augereau Jean-François, « El sistema solar se enriquece con tres nuevos planetas   », Periódico Le Monde, París, 18 de agosto de 2006).
En 1955, cuatro artículos consecuentes de F. Brousse aparecen en L’Indépendant (Perpiñán): « La astronomía desde sus orígenes hasta nuestros días», gran cuadro de descubrimientos astronómicos, así como « Al encuentro de mundos nuevos» donde desarrolla sus propias hipótesis.
Además, F. Brousse no se queda indiferente ante la actualidad de los O. V. N. I. de lo cual la prensa se hace eco   –  más de quince artículos sobre el tema en el diario   L’Indépendant –  entre 1952-1954: «  Objetos voladores no identificados, como dicen los americanos,  han hecho surcos en la atmósfera oficialmente. Esta gran exhibición ha alterado a los pueblos» (Brousse F., « Soucoupes volantes à travers les âges [Platillos volantes a través de los tiempos]», Periódico Midi Libre, Perpiñán, 4 de enero de 1955). Considera probable la existencia de una vida en Marte en su artículo  : « ¿ Está habitado Marte? ¿ Por qué no? «  (Periódico L’Indépendant, Perpiñán, 30 de noviembre de 1954). Esta probabilidad de que otro planeta del sistema solar esté habitado  está examinada en   La Lune fille et mère de la Terre [La Luna hija y madre de la Tierra], con explicaciones avanzadas para comprender el enigmático relive lunar (Revista Sources Vives, Perpiñán, N°5, abril de 1958).
En 1958, siempre según la misma ley  de C. Flammarion, F. Brousse  amplía la familia planetaria con dos « tronos de tinieblas», Bacchus y Hércules, respectivamente a 54,6 y 128 miles de millones de kilomètres del Sol (Revista Agni, Perpiñán, N°18, invierno de 1958) y, natalidad desbordante, prevé   en 1960 – en su catálogo De Pythagore à Camille Flammarion [De Pitágoras a Camille Flamarion] (Revista Sources Vives, Perpiñán, N°14, invierno de 1960)  que retoma y aumenta sus precedentes artículos de prensa  – un planeta llamado  « Flora» a 30 miles de millones de kilómetros del Sol, recuperando por allí mismo una de las hipótesis formuladas en 1952 por el sismólogo italiano Bendandi.
Al final de su vida, siempre presente en su espíritu, alarga la composición de nuestro sistema solar a 24 planetas precisando las distancias y los tiempos de su revolución en   La Trinosophie de l’Étoile polaire [La Trinosofía de la Estrella polar] (éd. La Licorne Ailée, Clamart, 1990, p. 29-30)  teniendo en cuenta la analogía con los números   « mágicos nucleares»  y los veinticuatro arcanos del Tarot.

### Revelaciones pitagóricas - Lucidez científica
Uno de los libros muy interesantes para leer es el de la vida y los misterios de Pitágoras: Une Torche aux astres allumée   [Una Antorcha con astros encendidos] sorprendente en cuanto a revelaciones.
Desde las primeras líneas del primer capítulo se sabe que Pitágoras tuvo el inestimable honor de revelar « la idea de las transmigración de las almas », clave del mundo, « verdad fundamental », para los pueblos helenos; que  « Empedocles, Esquilo, Platón, Virgilio, Ovidio, Porfirio y Jamblique bebieron  ampliamente de esta fuente de sabiduría eterna»;  que tuvo como maestro al « sabio Ferecido, filósofo visionario »; que partió en búsqueda de la Verdad a Egipto donde vio  « el sol de medianoche y la cara de Hermes», que encontró a Ecequiel en Caldea, efusión titanesca de « dos polos del mundo »,    que exploró « los santuarios secretos de la India » donde « conoció a verdaderos sabios, hombres perfectos »  y que, al final, « quiso visitar a los sabios de Occidente,  los Druidas con las hoces de oro « llenos de »  la palabra de Ogmios ».
Se sabe también que Pitágoras fue por turnos, Aetalide hijo de Mercurio conductor de almas,   Euphorbe un héroe troyano, Hermotime de Clazomène, Pyrrhus un pescador de Délos,  fascinado por esta «  isla sagrada».
Une Torche aux astres allumée [Una Antorcha con astros encendidos], François Brousse se cuestiona sobre una de las bases de la ciencia de esta época: la imposibilidad para una partícula de igualar y mucho menos de sobrepasar la velocidad de la luz.
Esta puerta infranqueable se destruye en el 1996: « La física moderna tiene a la velocidad de la luz como una barrera infranqueable.  Sin embargo, un laboratorio alemán ha conseguido hacer viajar a un partícula  4,7 veces más deprisa que la velocidad de la luz.»
Después de haber anticipado esta etapa, François Brousse señala la siguiente en la misma obra: « Al franquear la muralla de la luz, el Tiempo y la Materia cambian de dimensiones.  El Tiempo, después de haber alcanzado el punto cero, se inversa y vuelve  al pasado.   Entra en una serie de números negativos.  Parte del futuro y se mueve en lo derogado. La Antimateria es precisamente una materia tomada en la red del tiempo invertido».
Su pensamiento perspicaz propone por otra parte una audaciosa línea de transformaciones:   « La materia se transforma en energía, la energía en deseo, el deseo en pensamiento, el pensamiento en eternidad».

### Los mundos paralelos
Al lado de la idea de la reencarnación y de la metempsicosis y sin entrar en conflicto con ella, coexiste la de las vidas paralelas: entre miles de millones de los sistemas solares de los abismos de lo ilimitado, existen « Tierras»  parecidas a la nuestra, con velocidades de rotación diferentes a la nuestra y habitadas por humanidades parecidas a la nuestra. En estas « Tierras» paralelas, entre estas humanidades, formas del Yo, diferentes y sin embargo unidas a nuestro ser múltiple, se desarrollan sus vidas paralelas:  puedo realizar allí un trabajo deseado y que no realizó aquí; vivo en el país que prefiero; me caso con otra mujer; encuentro a tal pintor famoso que admiro; participó en tal expedición improgramable aquí; accedo a libros que aquí han desaparecido, etc.  Así, cada uno de los deseos creados en esta vida son realizados en uno de los mundos paralelos, y eso, en este momento, ahora.
El interés de las vidas paralelas, con el número simbólico 777, según   François Brousse, es por lo menos doble. Primero suprime la frustración por la posibilidad de encontrar la satisfacción en otros planos de existencia, cuando se llega a percibir profundamente.  ¿ Es un consuelo a bajo precio? « ¿ Por qué tiene que costar caro? Dios da todo por nada»  argumenta François Brousse.
Admitiendo las existencias en la extensión y no en la duración, las « vidas anteriores» no serían ya sucesivas, sino simultáneas. En el caso en el que la velocidad de la rotación fuera en un planeta paralelo más lento que el nuestro, esta vida paralela se desarrollaría en lo que se considera como perteneciente al pasado.
Igualmente,  si la velocidad de rotación de un planeta paralelo fuera más rápido que el nuestro, entonces esta vida paralela se situaría en lo que sería considerado como nuestro futuro. Así, un espíritu afinado explicará sueños premonitorios y signos parecidos a comunicaciones de este mundo considerado como « el futuro» en nuestro mundo que corresponde con el « actual».
Los mundos paralelos son una vía de acceso a la cuarta dimensión e invitan a la consciencia de « Aquí y ahora» a considerar el « Por todas partes y siempre».  Suponen que el alma es Una y Múltiple;  son comparables a un tótem de 777 caras superpuestas las unas por encima de las otras y a un edificio de 777 pisos, cada uno ocupado por los 777 « Yo».
«Lo real es estrecho, lo posible es inmenso», decía Alphonse de Lamartine al cual responde François Brousse: « Yo no soy un real aislado, soy todos los posibles realizados».

### Víctor Hugo, profeta desconocido
Desde la edad de quince años, François Brousse admira a Víctor Hugo y le dedica el opúsculo  « La Poesía de Víctor Hugo». Luego, descubre la altura del profeta Víctor Hugo, el cual vaticina en su vida la Primera Guerra Mundial con, especialmente, dos versos fulgurantes: « Verdun, primera defensa de una Francia alarmada»; « Enseñemos a nuestros hijos a  cavar zanjas».
Su investigación profunda de la obra hugoliana le permite publicar en la revista Astrosophie de mayo de 1939 el artículo  « Les Tours de la nuit [Las Torres desplomadas]» donde anuncia la caída de las dictaduras fascistas. Le parece fácil, por otra parte, reconocer al fúrer Adolfo Hítler: « […] Un ser con ojos de lobo, hombre por su bigote […]» en apreciaciones sorprendentes que da Víctor Hugo en « La Visión de Dante» en el corazón de La Légende des siècles [La Leyenda de los siglos], donde está descrita entre palabras apasionadas la imagen de un déspota monstruoso.
Para completar el paisaje histórico, en  Les Châtiments [Los Castigos], surge la diatriba titulada  « Ad Majoram Dei Gloriam» donde la trinidad petanista   « Trabajo, Familia, Patria» está magistralmente vislumbrada: « Curas, escribiremos en una bandera que brilla  / Orden, Religión, Propiedad, Familia».
En su ensayo Les Secrets kabbalistiques de Víctor Hugo [Los Secretos kabalísticos de Víctor Hugo] que aborda con pertinencia las notas íntimas del poeta, François Brousse presenta a Víctor Hugo: « Personalidad prodigiosa, centauro del infinito, Jano del increíble, sirena del océano de los cielos, esfinge tetramórfica acostada en el borde de los abismos, así aparece este maestro indescifrable donde todos los ríos de la inspiración hacen confluir sus  raudales con tumultos de gloria y de encantamiento.

### Ciclos y Profecías
El aspecto cíclico de los acontecimientos regenta la vida del hombre, de los pueblos, de las humanidades, del cosmos.   A este tema se une su óptica sobre las vidas sucesivas, proceso por el cual el hombre adquiere la plenitud de su ideal en lo referido a la sabiduría, el amor y la belleza y cuya adquisición sella el fin de los retornos  a la Tierra.
Los ciclos regentan el torbellino del átomo y el colosal vuelo a las galaxias. […] La Historia, al igual que todas las disciplinas, trepa con la ley de los ritmos. El hombre respira. La Humanidad – que es un gran hombre – también respira. Conocer las respiraciones de la Historia, es tener las claves del futuro. Es el sello de los verdaderos profetas desde Daniel hasta Hugo – pasando por Nostradamus. (BROUSSE François, Nostradamus ressuscité [Nostradamus Resucitado], t. 2, éd. La Licorne Ailée, Clamart, p. 62)
François Brousse entra en la escena de la profecía  en mayo de 1939 con la aparición del artículo  « Les Tours de la Nuit  [Las torres desplomadas]» en la revista Astrosophie (Niza, N°5). Este artículo, que es el resultado de su meditación estusiasta sobre los textos hugolianos, profetiza el panorama del segundo conflicto mundial y su desenlace,  la caída del Fascismo.
Durante los años 1940-1945, su estudio asiduo de Nostradamus desemboca en el descubrimiento de los ciclos históricos, los cuales no sólo confirman sus conclusiones precedentes sino que también precisan el año de la finalización de la guerra, 1945.
Con el seudónimo de Charles Amazan, François Brousse retoma por su cuenta desde 1945 la gran profecía y esperanza de Víctor Hugo,  relacionada con la construcción europea,  de la cual se convertirá en el poeta cantor (L’Avenir des peuples [El Futuro de los pueblos], Perpiñán).
En la misma línea de los ciclos, su artículo   « Le secret des tombes royales [El secreto de las tumbas reales]», aparecido en la revista Destins (París, N°16-27, mayo de 1947-mayo de 1948), revela, a través de la Historia de los Reyes de Francia, el futuro de la humanidad en un periodo muy crítico sobre los alrededores del año 2015.
¿ Los ciclos son fuerzas de las cuales es difícil librarse?  La respuesta está matizada:
Un hombre solo es libre, puede desafiar la fuerza de las estrellas; pero una nación, una raza, una colectividad es siempre esclava, sufre los caprichos del cielo. El libre arbitrio puede apenas retrasar, durante algunos años, las catástrofes fatales. Sin embargo, un gobierno lúcido y movido por un sincero pacifismo puede delimitar el desastre. En este caso la llama guerrera, en lugar de impactar al mundo, agoniza en una empresa colonial (BROUSSE François, Revista Destins, Paris, N° 14, marzo de 1947).
En 1949, redacta La Prophétie des papes [La Profecía de los papas] que guardará una treintena de años antes de que se publique en 1981; el número reducido de papas del futuro corrobora, según su visión, el fin próximo de la humanidad. En 1965, hace aparecer  Les Clés de Nostradamus [Las Claves de Nostradamus] (Revista Sources Vives, N°32, Perpiñán) donde anuncia, con cuatro años de adelanto,  el final del general De Gaulle para 1969.
Su fascinación por las profecías le conduce a examinar un gran número de textos obscuros como las profecías de   Frère Johannès,  Sainte Odile (1940), Isaías (1967), Plaisance (1967), Saint Kosmas de l’Étolie, el Padre Pío (Conferencia, Perpiñán, 1979), el secreto de Fátima (1977, 1980), etc., algunos de cuyos comentarios aparecerán en   La septième Erreur de l’humanité [El séptimo Error de la humanidad] (éd. La Licorne Ailée, Clamart, 1991).
Al principio de los años 1980, al aspecto cíclico adjunta la numerología utilizando la « suma teosófica  »  de un año cualquiera para obtener una metodología profética original. Así, durante el invierno de cada año, tiene el gusto de formular profecías para el año que comienza. Estas se publican a veces : Periódico Midi Libre  (Perpiñán,  30 dic. 1985,  27 dic.  1986,  4 febr. 1987),    revista  L’Inconnu (París,  N°117,  febr. 1986),  etc.
François Brousse se subleva con fuerza contra el pesimismo del ambiente que   « presiente» una guerra mundial para 1983-1984 (Revista L’Inconnu, París, 1980 – revista Paris-Match, París, 1982); se subleva igualmente contra las interpretaciones erróneas de Nostradamus (« ¿ Será asesinado el Papa en Lyon?», en Le Monde inconnu, París, N°75, sept.. de 1986).  Al fin, mirada suprema,  anuncia el año de su muerte, veintitrés años antes de la misma.

### Fiesta anual del Wesak
En el transcurso de los años 1981-1995, François Brousse publica los resúmenes de las experiencias que ha hecho durante sus fiestas espirituales búdicas en el Wesak, las cuales celebran en el mes de mayo, los tres acontecimientos capitales de la vida de Buda (su  nacimiento, su despertar y su muerte).
Además los veinticuatro magos, de los cuales la humanidad ha guardado el recuerdo civilizador y que trabajan con el impulso de Sanat Kumara a partir del Himalaya no físico sino espiritual, astral, participan en este acontecimiento todos los que tienen la capacidad para transportarse con el espíritu. Allí se manifiesta también Amida Bouddha – una estrella del Panteón búdico – otorgando un mensaje de alcance universal.

### Astrología amalecita
Teniendo en cuenta la precesión de los equinoccios, François Brousse preconiza una nueva astrología, llamada « astrología amalecita» en la cual el Sol retrocede dos signos, descrita más precisamente en el libro de Dan Languillier, Alpheratz le Navire des étoiles [Alpheratz el Navío de las estrellas].

### El Árbol de la vida y de la eternidad
« La Kábala, ciencia de las analogías universales, lazo de oro y acero entre las letras, los números, las ideas, las constelaciones, los planetas, los colores, los sonidos, los sabores, los olores, los fenómenos tactiles, las formas geométricas, despliega como un templo hindú un bosque de pilares, a la vez colosales y mágicos.   […] Si  el Hebreo es magnífico, el Sánscrito es sobrehumano, el Griego es sublime, el Latín es divino, y el Francés acepta, en el lago maravilloso de su esencia lingüística, el reflejo del Sol de los soles».
Desde entonces,   François Brousse establece una gematría francesa de tal modo que a cada letra corresponde un número, según la escala habitual fijada por la costumbre, tomada de las profundidades del pensamiento cósmico: A=1; B=2, etc. « Para obtener el número de una palabra, basta con sumar el valor de todas las letras, y se llega a la suma secreta, el susurro oculto.  En este momento, surge un nuevo procedimiento: la correspondencia con las veintidós cartas del Tarot, este libro con páginas maravillosas.»

### El Yoga polar
Habiendo recibido a lo largo de sus circunstancias particulares en 1938, 1953 y 1966 un conjunto de métodos que enlazan meditaciones, respiraciones y visualizaciones,   François Brousse las ha sintetizado en El Yoga Polar en el cual describe así las fuerzas insospechables:
« A través de la totalidad de estos métodos  se puede, repito, sobrepasar en una sola vida la rueda de las reencarnaciones, lanzarse a la conquista de la inmortalidad que quema todos los karmas  y  elevarnos hasta la gloria infinita del plan divino. Hay que descubrirse a Sí-mismo en el fondo de sí-mismo».

## Obra literaria
La obra literaria de François Brousse se puede consultar en la Biblioteca nacional de France (París) y todos los libros de François Brousse están disponibles en la asociación de La Licorne Ailée.
Las Ediciones de la Licorne Ailée han sido creadas en 1982 con el fin de promover y difundir la obra de François Brousse: las obras anteriores a 1982 han sido reeditadas generalmente por las Ediciones de la Licorne Ailée y, salvo mención contraria, las obras posteriores a 1982 han sido editadas por esta casa de edición.

### Poesía
Las obras más antiguas han sido recopiladas y reeditadas en   Œuvres poétiques [Obras poéticas ] t. I en 1986:
Le Poème de la Terre [El Poema de la Tierra] (1938)
La Tour de cristal [La Torre de Cristal](1939)
Chants dans le ciel [Cantos en el Cielo] (1940)
À l’Ombre de l’Antéchrist – Poèmes écrits sous l’occupation allemande  [A la Sombra del Anticristo – Poemas escritos durante la ocupación alemana](1945)
Le Rythme d’or [El Ritmo de oro](1951)
Les Pèlerins de la nuit [Los Peregrinos de la noche](1953)
L’Enlumineur des mondes[El Iluminador de los Mundos] (1954)
La Harpe aux cordes de Lune [El Harpa con cuerdas de Luna](1957)
L’éternel Reflet [El eterno Reflejo](1963)
Hymne à la Joie [Himno a la Dicha] (1964)
Las obras de 1970 a 1975 han sido recopiladas y reeditadas en el libro Oeuvres poétiques [Obras poéticas ] t. II en 1988:
Voltiges et vertiges – Sonnets psychédéliques [Revoloteos y Vértigos –Sonetos psicodélicos]  (1970)
De l’autre Cygne à l’Un [Del otro Cisne al Primero] (1973)
Murmures magiques [Susurros mágicos](1975)
Ediciones o reediciones individuales desde 1982 hasta nuestros días:
Rama aux yeux de lotus bleu [Rama con los ojos de loto azul] (1952; 1983)
L’Angélus des rêves  [El Angelus de los sueños](1978; 1989)
Ivresses et sommeils [Embriagueces  y sueños] (1980; 1989)
Au Royaume des oiseaux et des licornes [En el Reino de los pájaros y de los unicornios] (1982)
Orphée au front serein [Orfeo con la frente serena] (1984)
L’Aigle blanc d’Altaïr [El Águila blanca de Altaïr] (1987)
Le Graal d’or aux mille soleils [El Graal de oro con mil soles] (1989)
La Rosée des constellations [El Rocío de las constelaciones] (1991)
Les Transfigurations [Las Transfiguracioes] (1992)
Le Baiser de l’Archange [El Beso del Arcángel] (1993)
Le Frisson de l’aurore [El Temblor de la aurora](1993)
Les Miroitements de l’Infini [Los Reflejos del Infinito](1994)
Le Chant cosmique de Merlin [El Canto cósmico de Merlín] (1995)
L’Homme aux semelles de tempête [El Hombre con suelas de tempestad](1995)
Poèmes de mon lointain matin [Poemas de mi lejana mañana](1995)
Rencontre avec l’Être [Encuentro con el Ser] (1995)
La Roseraie des fauvettes [La Rosaleda de las currucas] (1997)
L’idéale Métamorphose [La Metamórfosis  ideal](1998)
Le Sourire de l’astre [La Sonrisa del astro](1998)
Fantaisies [Fantasías] (2000)
Le Refrain de l’absolu [El Refrán de lo absoluto] (2001)
Le Pas des songes [El Paso de los sueños](2001)
Vers l’Ailleurs – Anthologie poétique [Hacia el más Allá – Antología poética] (2005)
Les Jardins de la Reine Jeanne [Los Jardines de la Reina Juana] (2006)
Le Rire des dieux [La Sonrisa de los dioses](2006)
Vie lyrique [Vida Lírica](2006)
La Mort du mahatma Gandhi [La Muerte de mahatma Gandhi] (Éditions de la Neuvième Licorne, 2008)

### Ensayos
Excepto mención contraria, el conjunto de las obras citadas ha sido publicadas o bien reeditadas por la Editorial la Licorne Ailée. En este caso, la primera fecha indica la primera edición y la siguiente la reedición.
La Chute de l’aigle allemand [La Caída del águila alemán] (Imp. Sinthe et Co., Perpiñán, 1944)
L’Avenir des peuples – Étude sur les destinées du monde [El Futuro de los pueblos – Estudio sobre los destinos del mundo] (Imp. Sinthe et Co., Perpiñán, 1945)
Le Secret des tombes royales [Èl Secreto de las tumbas reales](1947; 1991)
Ezéchiel, mage chaldéen [Ecequiel, mago caldeano] (1955; réédité dans Les Secrets kabbalistiques de la Bible[Los Secretos kabalísticods de la Biblia] en 1987)
La Lune, fille et mère de la Terre [La Luna, hija y madre de la Tierra](1958; 1992)
Antoine Orliac, Poète martiniste [Antoine Orliac, Poeta martinista](Revista Sources Vives, n°8, Perpiñán, nov. 1958)
De Pythagore à Camille Flammarion [De Pitágoras a Camilla Flamarion](1960; 1991)
Une Torche aux astres allumée [Una Antorcha con astros encendida](1961; 1989)
Lamennais et le Christianisme universel [Lamennais o el Cristianismo universal] (1963)
Sub Rosa, pensées sans entrave [Sub Rosa, pensamientos sin trabas](1964)
Les Clés de Nostradamus [Las Claves de Nostradamus] (1965; reeditado en Nostradamus ressuscité [Nostradamus resucitado] t. II en 1997)
Les Secrets kabbalistiques de la Bible [Los Secretos kabalísticos de la Biblia](1968; 1987)
Zoroastre, l’Apôtre du Soleil [Zoroastro, el Apóstol del Sol](1972; 1989)
L’Ordre de l'Etoile polaire et Celui qui vient [La Orden de la Estrella polar y El que viene](1974; reeditado en La Trinosophie de l’Etoile polaire [La Trinosofía de la Estrella polar] en 1990)
Isis-Uranie[Isis-Urania](1976; reeditado en La Trinosophie de l’étoile polaire [La Trinosofía de la estrella polar] en 1990)
Le double Infini [El doble Infinito](1977; reeditado en La Trinosophie de l’Etoile polaire [La Trinosofía de la estrella polar] en 1990)
René Espeut, biologiste et poète [René Espeut, biólogo y poeta](Revista Sources Vives, n°34, Perpiñán, invierno de 1979)
La Prophétie des papes, miroir du monde [La Profecía de los papas, espejo del mundo](1981)
Les Visiteurs des millénaires – Le Comte de Saint-Germain [Los Visitantes de los milenios – El Conde San Germán], t. I (1982; 1990)
La Trinosophie de l’ Etoile polaire [Trinosofía de la Estrella polar](1984; 1990)
Les Secrets kabbalistiques de Victor Hugo [Los Secretos kabalísticos de Víctor Hugo](1985)
Les Secrets kabbalistiques de la Bible [Los Secretos kabalísticos de la Biblia] (1987)
L’Astrosophie, la science divine des étoiles [La Astrosofía, ciencia divina de las estrellas] (Éditions Dervy-livre, Paris, 1989)
La septième Erreur de l’humanité [El séptimo Error de la Humanidad](1991)
L’Arbre de vie et d’éternité, une nouvelle forme de Kabbale [El Árbol de la vida y de la eternidad, una nueva forma de Kábala] (1992)
Le Livre des révélations[El Libro de las revelaciones], t. I et II (1992)
Les Mystères d’Apollon[Los Misterios de Apolo] (1992)
La Coupe d’Ogmios [La Copa de Ogmios](1993)
L’Évangile de Philippe de Lyon [El Evangelio de Felipe de Lyon](1994)
Par le Soupirail du rêve [Por el Tragaluz del sueño](1996)
Nostradamus ressuscité [Nostradamus Resucitado], t. I (1996), t. II (1997), t. III (1998)
Le Yoga polaire [El Yoga polar](1997)
Dans la Lumière ésotérique [En la Luz esotérica](1999)
Commentaires sur l’Apocalypse de saint Jean [Comentarios del Apocalipsis según San Juan], t. I (2001)
Bulletin du Maître polaire – Cours de Métaphysique [Boletín del Maestro polar – Curso de Metafísica] – 1992-1993 (2001); 1993-1994 (2002); 1994-1995 (2003)
Le Manifeste de la Quatrième Dimension [El Manifiesto de la Cuarta Dimensión] (Éditions de la Neuvième Licorne, 2008)
Poésie, langage de l'âme [Poesía, lenguaje del alma] (Éditions de la Neuvième Licorne, 2008)

### Novelas
Péhadrita parmi les étoiles [Pehadrita entre las estrellas](1983)
L’Abeille de Misraïm [La Abeja de Misraïm](1986)
Contes du gouffre et de l’infini [Cuentos del abismo y del infinito](1988)

### Biografía
François Brousse l’ Enlumineur des mondes [El Iluminador de los mundos], de Jean-Pierre WENGER, éd. Danicel producciones, Saint Cloud, 2005. Esta biografía ha necesitado más de cinco años de búsquedas y permite valorar la contribución de este autor al panorama literario del siglo XX.
François Brousse, El Iluminador de los mundos, de Jean-Pierre Wenger, Editorial Luis Cárcamo, mayo de 2010, Madrid-España (versión española)
http://www.danicel.com/brousse-biographie/index.htm

### Filmografía
François Brousse évoqué par ses amis [François Brousse evocado por sus amigos], película documental (45 minutos) realizada por HARLAY Thomas, Producción La Compañía de l’Étoile, Suresnes, 2005. Proyección previa en el Centro Español de Perpiñán en el marco de la Conmemoración del décimo aniversario de la muerte de François Brousse en 2005.
François Brousse, un sage de bonne compagnie [François Brousse, un sabio de buena compañía] película (80 minutes) realizada por HARLAY Thomas, Producción La Compañía de l’Étoile, París, 2009. Proyectada por primera vez con el motivo de la Exposición François BROUSSE Su obra y la prensa en la Mediateca de Perpiñán en diciembre de 2006, esta película ha sido acabada en abril de 2009.
Una edición en DVD, François Brousse un sabio en buena compañía (Aparecida el cuarto trimestre de 2009), reagrupa las dos películas.